# Hilton Cheong-Leen
Hilton Cheong-Leen (Georgetown, Brit Guyana, 1922. augusztus 6. – 2022. január 4. ) hongkongi politikus és üzletember. 

## A kezdetek
Cheong-Leen Georgetownban született 1922. augusztus 6-án egy harmadik generációs kínai anya, Elvira Cheong-Leen és apja, Edward Cheong-Leen gyermekeként. A georgetowni Central High Schoolban tanult. Kilenc éves korában Hongkongba költözött, és a hongkongi La Salle College-ba járt. Dolgozott ügyvédi irodában, import- és exportcégben, valamint bankban.  
1945-ben megalapította saját import- és exportcégét, a H. Cheong-Leen & Co.-t, amely ajándékokat, prémiumokat és órákat importált.  

## Politikai és tanácsosi élete
1954-ben Cheong-Leen megalapította a Hongkongi Polgári Szövetség pártot. Cheong-Leen volt az egyesület alapító főtitkára. Az egyesület képviselőjeként ellátogatott Londonba és New Yorkba, és találkozott a gyarmati hivatal tisztségviselőivel és különböző pártok parlamenti képviselőivel. Emellett alelnöke volt az Egyesült Nemzetek Szervezete Hongkongi Szövetségének. Cheong-Leen először az 1956-os városi tanácsi választáson indult a Polgári Szövetség listáján, de nem választották meg. A következő évben ismét indult a választáson , és a négy mandátum közül az utolsót foglalta el.  
1957 és 1991 között ő volt Hongkong történetének leghosszabb ideig megszakítás nélkül megválasztott tisztségviselője a Hongkong Városi Tanács választott tagjaként, 34 éven keresztül. 
1981 és 1986 között ő volt a tanács első kínai elnöke is. 1973. május 1-jén nevezte ki Hongkong Törvényhozó Tanácsának nem hivatalos tagjává. 1979. augusztus 31-én vonult nyugdíjba. Az első közvetett választást 1985-ben vezették be, amikor 24 képviselői helyet választottak meg a törvényhozó tanácsban. Leen legyőzte Elsie Tu-t a Városi Tanács választási kollégiumában, amely a Városi Tanács összes tagjából állt, és másodszor lett a Törvényhozó Tanács tagja. Ezt a pozíciót 1988-ig töltötte be.

## Fordítás
- Ez a szócikk részben vagy egészben  a   Hilton Cheong-Leen című angol Wikipédia-szócikk ezen változatának fordításán alapul.  Az eredeti cikk szerkesztőit annak laptörténete sorolja fel. Ez a jelzés csupán a megfogalmazás eredetét és a szerzői jogokat jelzi, nem szolgál a cikkben szereplő információk forrásmegjelöléseként.